# Banzai (film 1997)
Banzai è un film del 1997 diretto da Carlo Vanzina.
La pellicola ha come protagonista Paolo Villaggio, seguito di Io no spik inglish, ambientato ad Albenga, a Bangkok e in Giappone.

## Trama
Sergio Colombo è un affermato assicuratore, divorziato dalla moglie Paola. Conosce casualmente in un negozio Ilaria, una invadente commessa dal seno prosperoso, con la quale passa alcuni momenti. Un giorno il suo capo lo convoca per affidargli una missione importante: la firma di un contratto con la Canadian Insurance; grazie alla sua presunta conoscenza dell'inglese, il capo conta su di lui per il buon esito dell'operazione dal valore di 10 milioni di dollari, anche se Sergio proprio quel giorno aveva programmato un viaggio a Mentone, in Costa Azzurra, con Ilaria.
A Fiumicino, per errore confonde e scambia il biglietto con un altro viaggiatore, prendendo il volo sbagliato e ritrovandosi a Bangkok. Sconvolto e costretto a mentire al capo, all'aeroporto gli affidano provvisoriamente la stanza di un lussuoso albergo, dove incontra l'italiano Pasquale che lo deruba mentre è impegnato con una massaggiatrice grassa dalla forza sovrumana. Colombo è ridotto così a giocare alla roulette russa per dei criminali locali, rimanendo vivo per un colpo di fortuna, che gli consente di scappare.
Un ragazzo che aveva rubato droga a dei trafficanti getta la busta nella sua valigia, così i malviventi convinti che Colombo abbia con sé l'eroina lo fanno pedinare da due loro complici. Giunto a Tokyo, dove Colombo attende il volo diretto per il Canada, nota i due inseguitori e sfugge travestendosi prima da facchino, poi da lottatore di sumo, e infine da geisha. Nel momento in cui cerca informazioni su come raggiungere l'ambasciata italiana, Sergio rimane vittima delle continue burle di un traduttore automatico che farà di tutto per non aiutarlo, venendo rintracciato dai trafficanti e di nuovo inseguito.
Alla fine, senza scampo, raggiunge una metropolitana per seminare i due, ma proprio in quel momento avviene un attacco da parte di due terroristi che lanciano sulla gente bombe di gas nervino: Colombo riesce fortunatamente a ripararsi in un vagone e senza saperlo salva la vita al presidente della Japan Insurance, un magnate giapponese che per sdebitarsi gli propone un contratto da 20 milioni di dollari, il doppio della cifra che avrebbe offerto l'agenzia canadese.
Cercando di proteggere l'assegno e portarlo sano e salvo a destinazione, Colombo, sentendosi sudato, decide di cambiarsi camicia, ma mentre apre la valigia per prenderne una pulita, in quel momento, lo stesso corriere della droga viene inseguito dai trafficanti e, per salvarsi, getta di nuovo la droga nella valigia di Sergio, che viene puntualmente inseguito a colpi di pistola. In Italia, il presidente e il direttore della compagnia di assicurazioni, preoccupati per non averlo visto dopo l'atterraggio del volo, decidono di chiamarlo e scoprono che è ancora a Bangkok.

## Produzione
La prima parte del film, ambientata presso la Riviera ligure, venne girata fra Roma e Ciampino. Il resto della pellicola è stato girato fra Thonburi in Thailandia e Tokyo in Giappone.

## Colonna sonora
Nel film sono presenti le canzoni Wanna be like a man di Simone Jay e This is my world di B-Charme, oltre all'inno della Sampdoria Doria Olé dei De Scalzi Bros.

## Accoglienza

### Critica
In un'intervista concessa a Enrico Tamburini, Enrico Vanzina definì Banzai il film più brutto della sua carriera:
(Enrico Vanzina)